# Jäkälänjärvi
Jäkälänjärvi este o arie protejată (arie de protecție specială avifaunistică — SPA) din Finlanda întinsă pe o suprafață de 166 ha, integral pe uscat.

## Localizare
Centrul sitului Jäkälänjärvi este situat la coordonatele 61°03′02″N 27°36′00″E / 61.0506°N 27.6°E.

## Înființare
Situl Jäkälänjärvi a fost declarat arie de protecție specială avifaunistică în august 1998 pentru a proteja 19 specii de animale.

## Biodiversitate
Situată în ecoregiunea boreală, aria protejată nu include niciun habitat protejat.
La baza desemnării sitului se află mai multe specii protejate de  păsări (19): lăcar mare (Acrocephalus arundinaceus), rață-cu-cap-castaniu (Aythya ferina), rața moțată (Aythya fuligula), buhai de baltă (Botaurus stellaris), erete de stuf (Circus aeruginosus), lebădă de iarnă (Cygnus cygnus), șoimul rândunelelor (Falco subbuteo), cufundar polar (Gavia arctica), cocor (Grus grus), Hydrocoloeus minutus, pescăruș râzător (Larus ridibundus), Mergellus albellus, vultur pescar (Pandion haliaetus), corcodel-cu-gât-roșu (Podiceps grisegena), cresteț pestriț (Porzana porzana), Spatula clypeata, rață cârâitoare (Spatula querquedula), chiră de baltă (Sterna hirundo), fluierar de mlaștină (Tringa glareola).
Pe lângă speciile protejate, pe teritoriul sitului au mai fost identificate 23 de specii de păsări.